# یوشی‌یوکی ماتسویاما
یوشی‌یوکی ماتسویاما (به انگلیسی: Yoshiyuki Matsuyama) بازیکن فوتبال اهل ژاپن و عضو تیم ملی فوتبال ژاپن است که در تاریخ ۰۸ آوریل ۱۹۸۷ میلادی اولین بازی ملی‌اش را انجام داد. او در ۱۰ بازی ملی حضور داشت و آخرین بازی ملی خود را در تاریخ ۲۳ ژوئیه ۱۹۸۹ میلادی انجام داد. یوشی‌یوکی ماتسویاما در بازی‌های ملی‌اش
۴ گل به ثمر رساند.